# Julián McKelly
Julián McKelly Bloise, detto Bombo (1961), è un ex cestista dominicano.

## Carriera
Con la Rep. Dominicana ha disputato i Campionati americani del 1984.